# 大塚水月
大塚 水月（おおつか みづき、1988年5月7日 - ）は、愛知県犬山市出身の女優、タレントである。エヌ・エー・シー名古屋所属。T164、B80、W63、H85。血液型B型。愛称は「みるきぃ」。

## 来歴
名古屋経営短期大学在学中、中京テレビの深夜番組『TA☆RO』にTA☆ROガールズのメンバーとして出演していたが、それ以前にも『中学生日記』や『ドラマ30』などに出演していた。他、舞台女優やブライダルモデルなど幅広く活動している。大塚が出演した舞台公演『メゾン・ド・ババア』は本人の初主演作となった。

## 出演

### 映画
- サトラレ

### 舞台
- メゾン・ド・ババア - 初主演作品。

### テレビ番組
- 中学生日記（NHK）
- 純情きらり（NHK）
- キッズ・ウォーシリーズ（1999年- 2003年、CBCテレビ）- 青柳加奈 役
- ことぶきウォーズ（CBCテレビ）
- ママ!アイラブユー（CBCテレビ）
- ぴーかんテレビ（東海テレビ）
- ぐっさん家〜THE GOODSUN HOUSE〜（東海テレビ）
- TA☆RO（中京テレビ）

### CM
- ライオンズガーデン
- NTT